# فيلي كينغ
فيلي كينغ (بالإنجليزية: Willie King)‏ هو عازف قيثارة ومغني أمريكي، ولد في 18 مارس 1943 في مسيسيبي في الولايات المتحدة، وتوفي في 8 مارس 2009 في ممفيس في الولايات المتحدة بسبب نوبة قلبية.

## وصلات خارجية
- الموقع الرسمي
- فيلي كينغ على موقع IMDb (الإنجليزية)
- فيلي كينغ على موقع ميوزك برينز (الإنجليزية)
- فيلي كينغ على موقع ديسكوغز (الإنجليزية)
- فيلي كينغ على موقع قاعدة بيانات الفيلم (الإنجليزية)